# Oswaldo Cruz
Pour l’article ayant un titre homophone, voir Osvaldo Cruz.
Pour les articles homonymes, voir Oswaldo Cruz (Rio de Janeiro), Oswaldo et Cruz.
Oswaldo Gonçalves Cruz, plus connu sous le nom d’Oswaldo Cruz (API : /os'vawdu cɾuz/ ou /os'valdo cruz/), né le 5 août 1872 à São Luiz do Paraitinga dans l'État de São Paulo au Brésil et mort le 11 février 1917 à Petrópolis dans l'État de Rio de Janeiro, était un médecin brésilien, bactériologiste, épidémiologiste et fonctionnaire de la Santé publique, fondateur de l’Institut Oswaldo Cruz (Fiocruz).

## Biographie
Né en 1872 à São Luís do Paraitinga, une petite ville de province, Oswaldo Cruz est le fils de Bento Gonçalves Cruz, médecin, et d'Amália Taborda Bulhões Cruz. Alors qu'il est enfant, ses parents s'installent avec lui à Rio de Janeiro.
Il étudie au Colégio Laure, au Colégio São Pedro de Alcântara et à l'Externato Dom Pedro II. À l'âge de 15 ans, il commence à étudier à la Faculté de médecine de Rio de Janeiro. En 1887, son père, Bento Gonçalves Cruz, est nommé par l'empereur Dom Pedro II membre de la Junta Central de Higiene. La progression de son père dans la fonction publique coïnciderait avec les années où Oswaldo Cruz fréquente l'école de médecine (1887-1892). En 1890, déjà sous le régime républicain, Bento Cruz devient adjoint au chef de l'Inspection de l'Hygiène, l'organe qui succède à la Junte. Deux ans plus tard, il devient inspecteur général. Cependant, Bento ne reste en fonction que quelques mois : il était absent du travail en raison d'une néphrite qui entraînera sa mort, à 47 ans, en 1892.
Le 8 novembre 1892, Oswaldo Cruz obtient son diplôme de docteur en médecine, le jour-même de la mort de son père, avec une thèse sur l'eau comme véhicule de propagation des microbes.

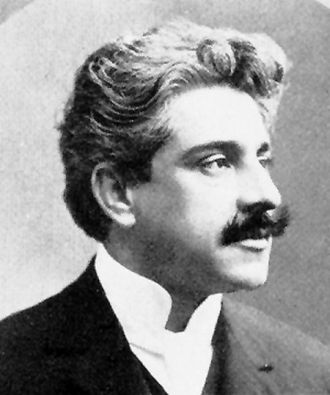
Portrait d'Oswaldo Cruz.

En 1883, il épouse Emília da Fonseca, fille d'un opulent gentleman portugais. De ce mariage naissent six enfants : Elisa, Bento, Hercília, Oswaldo, Zahra (qui ne vivra qu'un an) et Walter. Ses trois garçons suivront la carrière de leur père et l'un d'eux, Bento, viendra travailler à ses côtés.
Inspiré par les travaux de Louis Pasteur et sa théorie des germes de la maladie, il se rend avec sa famille à Paris ; son séjour à l'Institut Pasteur en 1896 - où il est disciple d'Émile Roux - lui permet ainsi de se spécialiser en bactériologie.
Il contribue à l'éradication d'une épidémie de peste bubonique partie de villes portuaires brésiliennes et notamment du port maritime de Santos et qui menaçait d'atteindre Rio de Janeiro. Le maire de Rio demande à l'Institut Pasteur un scientifique qui pourrait apporter son savoir-faire au Brésil. L'institution répond qu'une telle personne est déjà disponible au Brésil : le Dr Oswaldo Cruz. Cruz montre que l'épidémie est incontrôlable sans l'utilisation d'un sérum adapté. Comme l'importation est lente pour l'époque, il propose au gouvernement la fondation d'un institut de production de ce sérum contre la maladie mis au point à l'Institut Pasteur par Alexandre Yersin et ses collaborateurs - et que le maire autorise. Il crée ainsi en 1900 l'Institut national de sérothérapie dont il assume la direction en 1902. Il est nommé directeur de la Santé publique en 1903, d'où il coordonne les brigades de démoustication chargées d'éliminer les sources d'insectes transmetteurs.

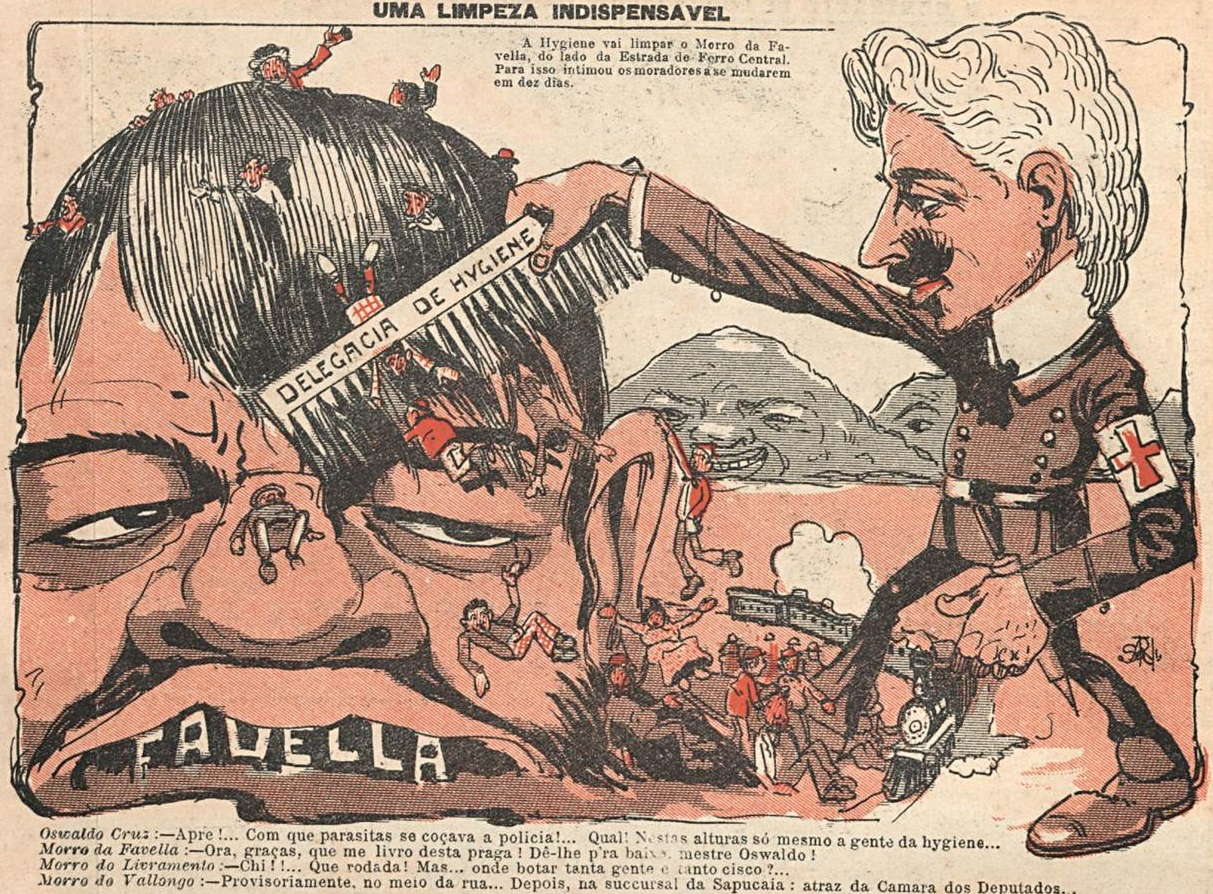
Caricature d'Oswaldo Cruz nettoyant le Morro da Favela (O Malho, nº 247, 6 août 1907.

Oswaldo Cruz contribue également à l'éradication de la fièvre jaune et de la variole au Brésil, notamment à Rio, entre 1903 et 1907, par la chasse aux moustiques, par des barrières de protection (comme contre la peste de 1720 à Marseille) et à la vaccination imposée. Il convainc le président Rodrigues Alves de décréter cette politique vaccinale obligatoire, ce qui provoque une rébellion populaire et aussi une autre de l'École militaire, en 1904, contre ce qu'on considère alors comme une invasion à domicile due à la vaccination forcée ; cet événement est connu sous le nom de « révolte du vaccin » (Revuelta de la Vacuna).
Les progrès étant très lents et les méthodes contraignantes, il est surnommé par ses détracteurs « le Seigneur des moustiques », « le Torquemada des rats », et menacé de mort.
Il est membre de l'Académie brésilienne des lettres de 1912 jusqu'à sa mort en 1917.
Il s'installe à Petrópolis en 1915, où il passe ses journées à cultiver des fleurs dont les premiers hortensias. Il est maire de la ville mais parce qu'il ne s'implique dans aucun des partis politiques rivaux, il devient de nouveau la cible d'une intense campagne de diffamation. Le 11 février 1917, après de graves crises rénales compliquées de problèmes respiratoires, Oswaldo Cruz meurt, âgé de 44 ans.

## Hommages

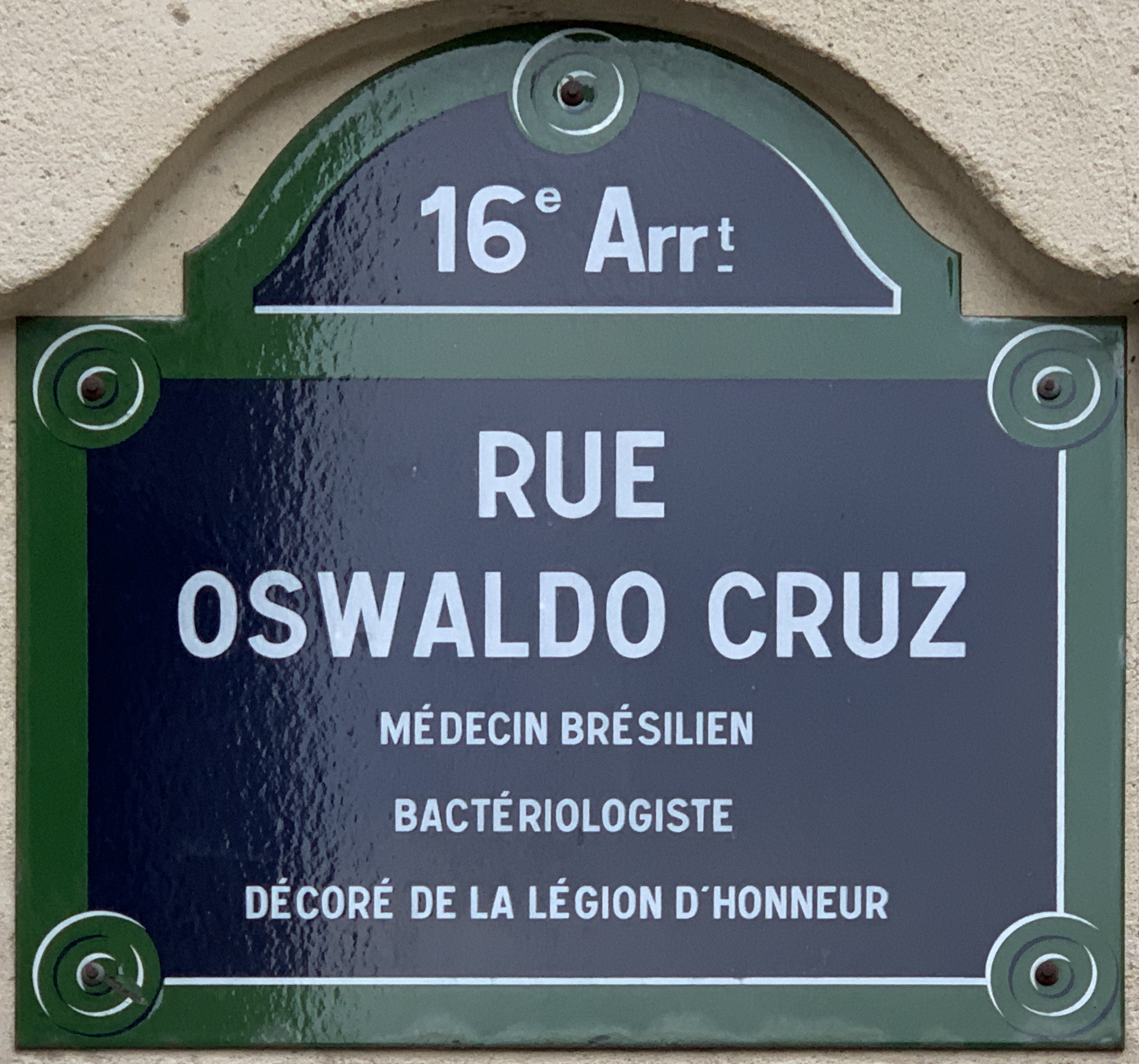
Plaque de la rue Oswaldo Cruz à Paris.

Un quartier de Rio de Janeiro porte son nom ainsi que l'Institut Oswaldo-Cruz (depuis 1918) qui promeut la recherche dans le domaine de la santé publique.
Une rue du 16e arrondissement de Paris porte également son nom.

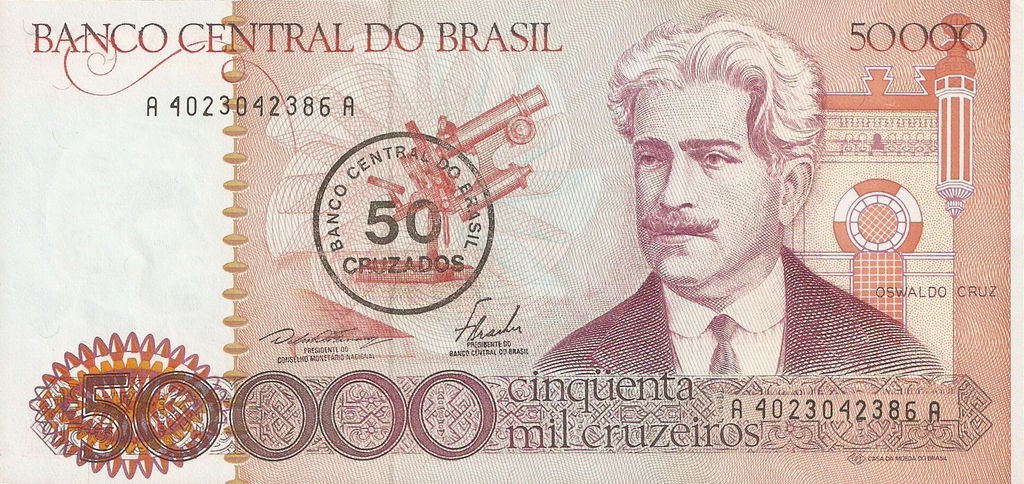
Billet de 50 cruzados brésiliens (1986).

Le Brésil lui a rendu hommage en lui dédiant un billet de 50 cruzados en 1986-1988 et en attribuant une médaille du mérite Oswaldo Cruz, pour les services rendus dans le domaine de la santé publique au Brésil.
Une série de timbres lui est consacrée en 1954.
Le Trypanosoma cruzi découvert en 1909 par son confrère Carlos Chagas est nommé ainsi en son honneur.
Moacyr Scliar écrit sa biographie romancée intitulée Oswaldo Cruz le Magnifique qui paraît en 1992.
Oswaldo Cruz est l'un des 11 personnages jouables du jeu de rôle Abstract Aventures Steampunk, publié en mars 2020 par Les 12 Singes.

## Galerie

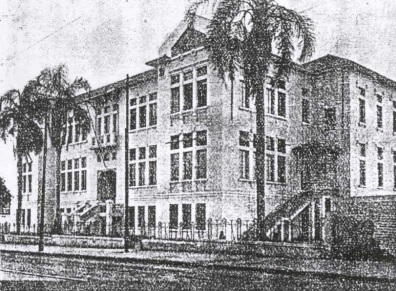
École d'État Oswaldo Cruz (1913)[9].
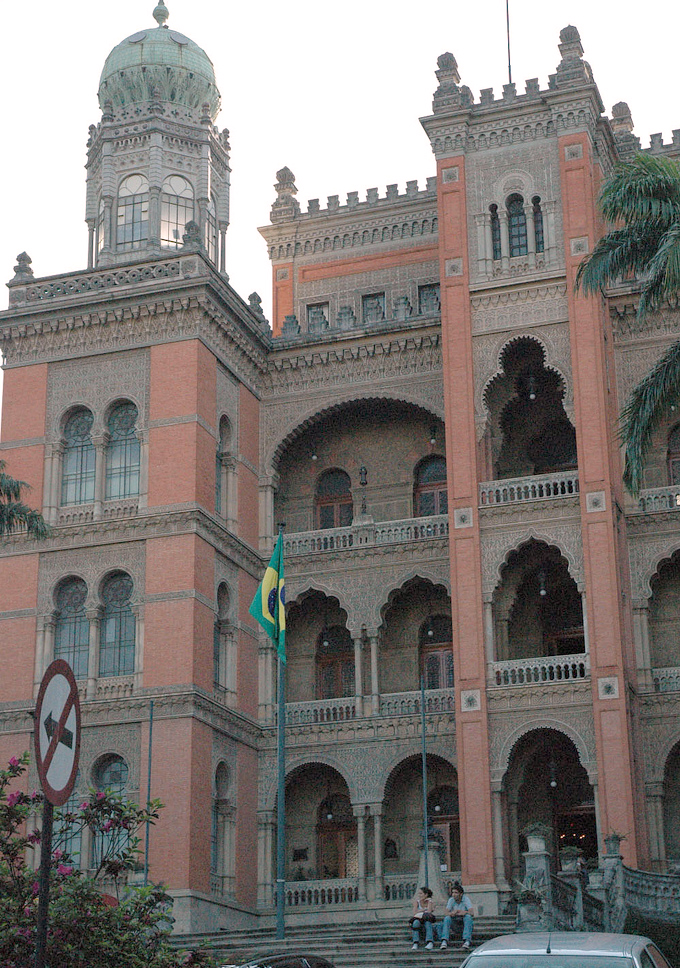
Façade du palais de Manguinhos de style néo-mauresque, siège de l'Institut Oswaldo-Cruz à Rio.
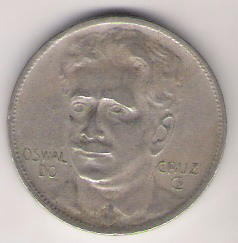
Pièce de 400 Réis à l'effigie d'Oswaldo Cruz (1936).
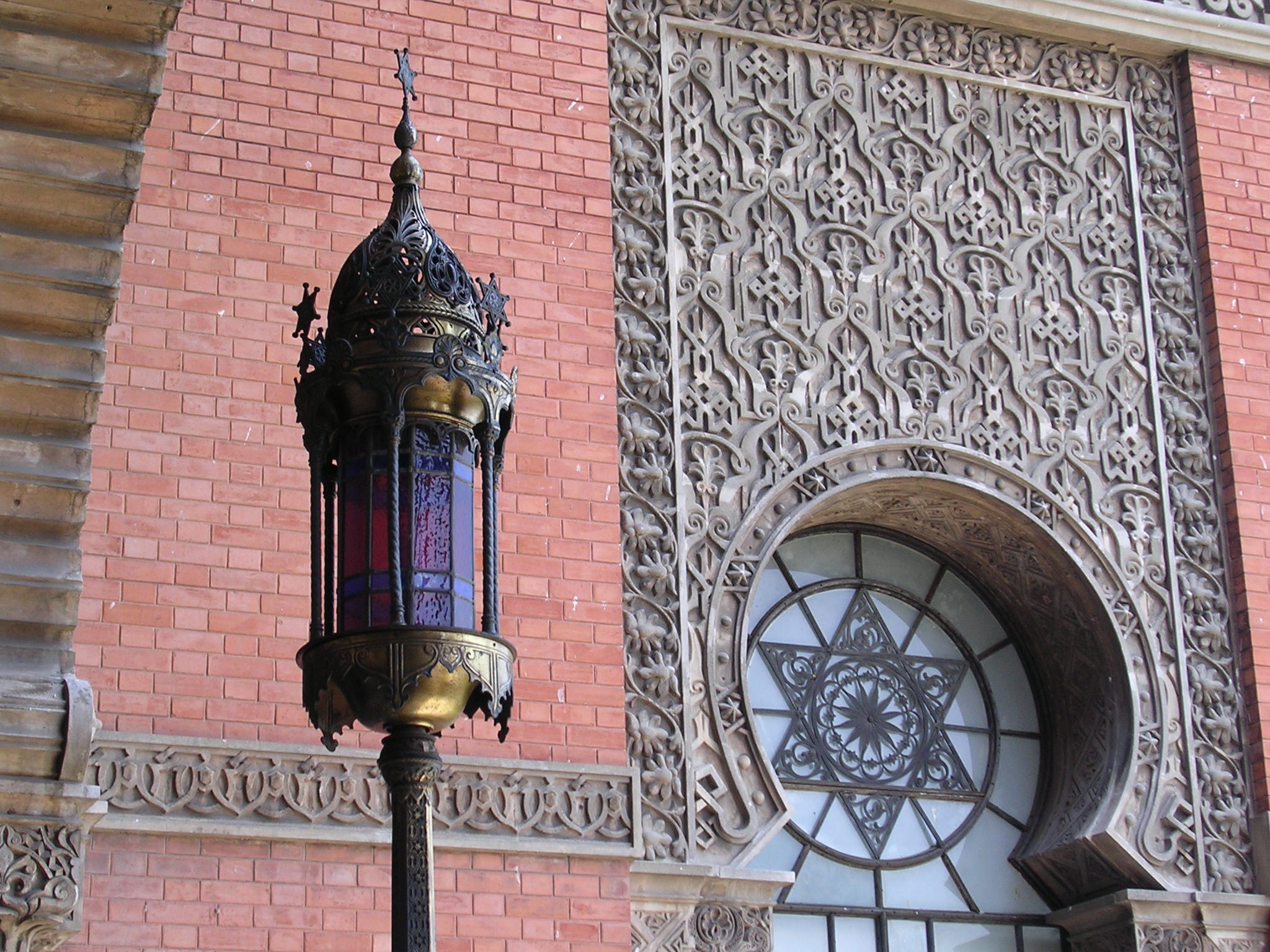
Lampe et détail de fenêtre avec étoile de David à l'Institut Oswaldo Cruz de Rio.
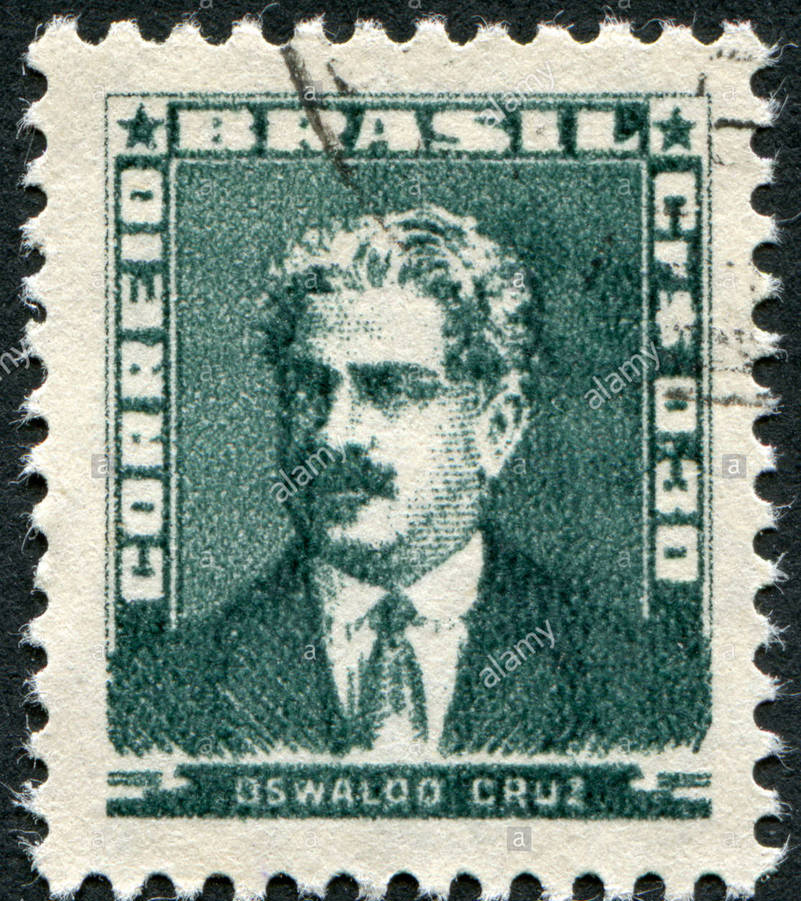
Timbre en l'honneur d'Oswaldo Cruz (v. 1954).
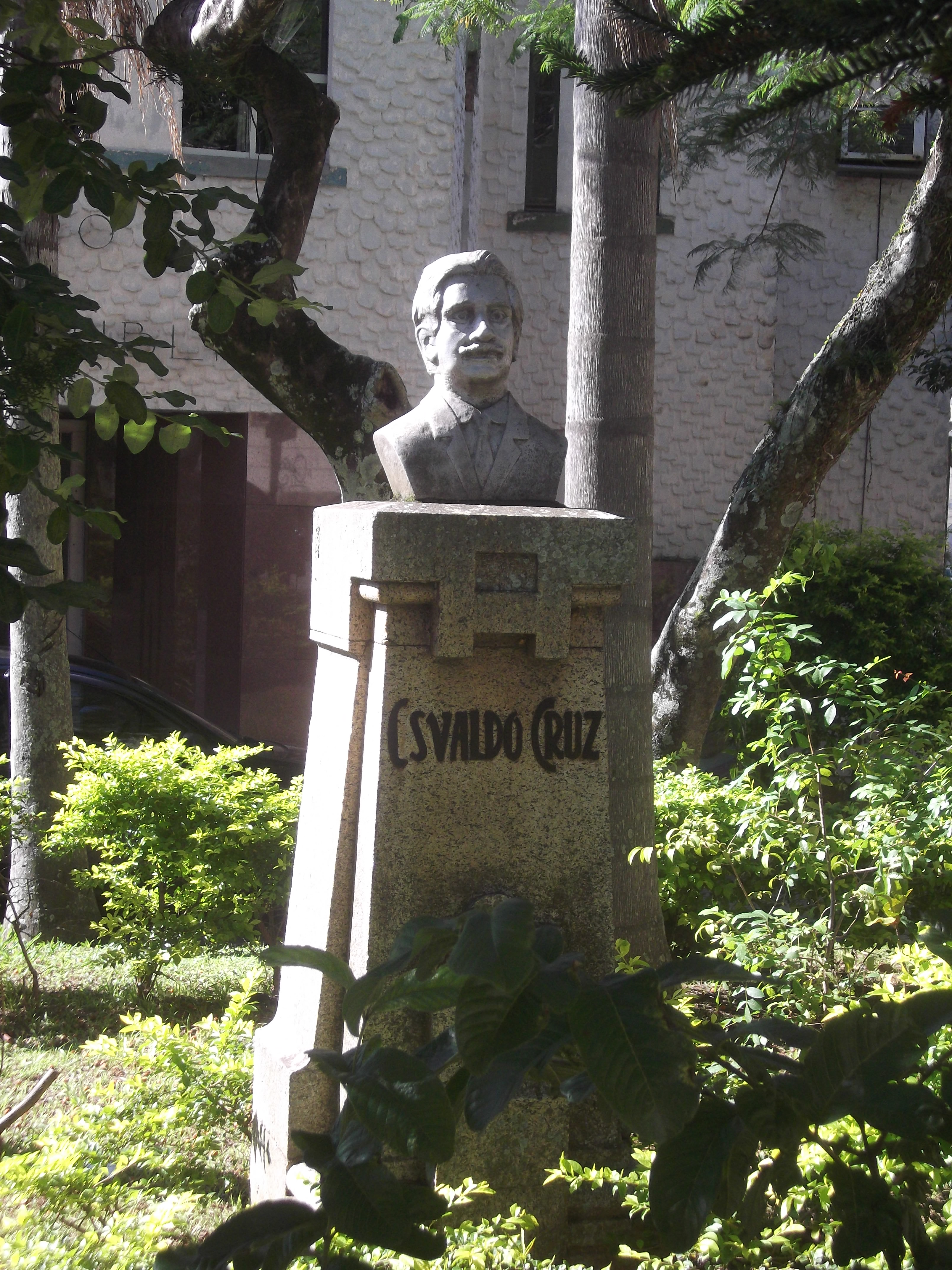
Buste d'Oswaldo Cruz à Florianópolis.
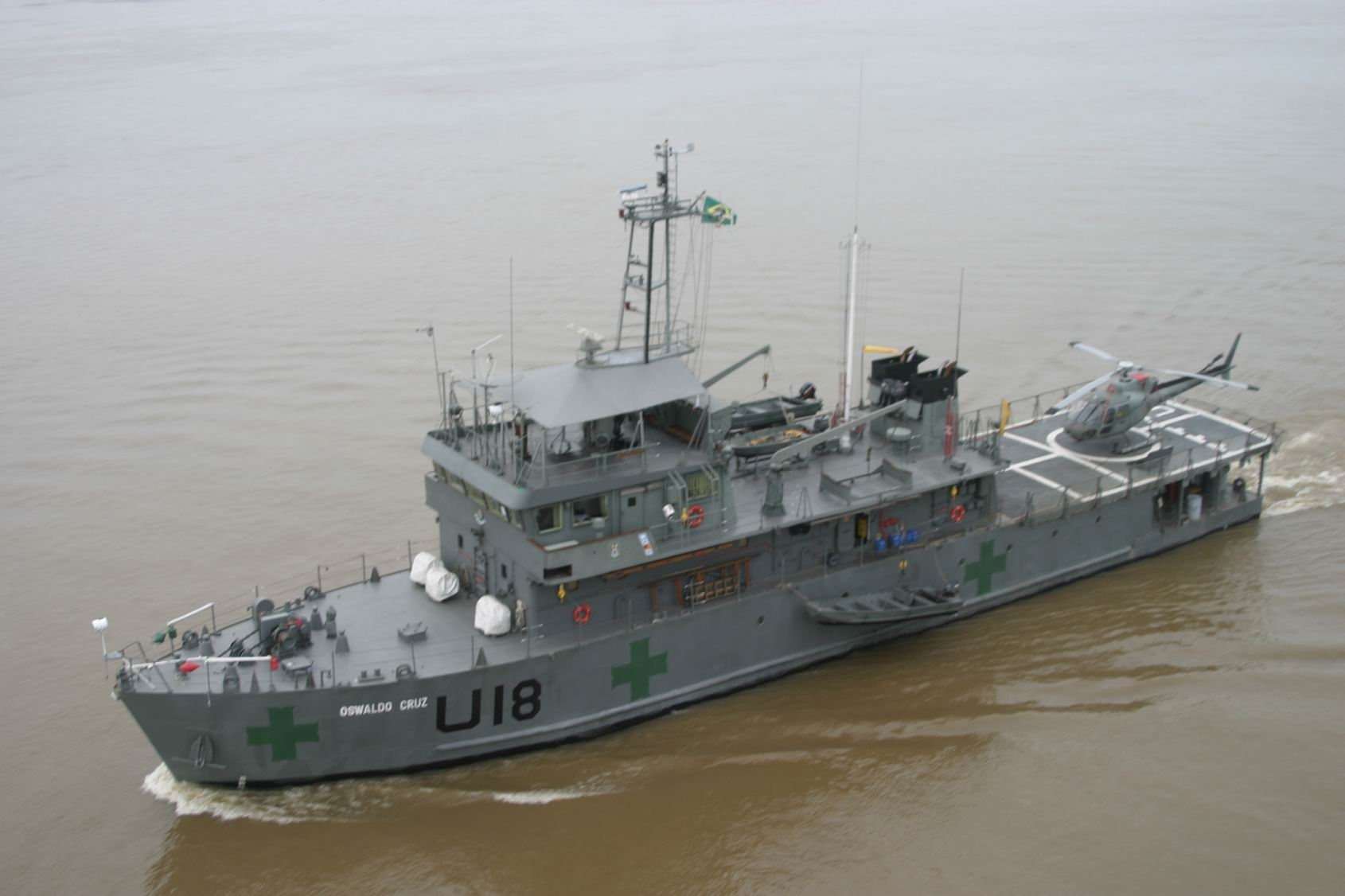
Navire d'assistance hospitalière (NAsH) Oswaldo Cruz.
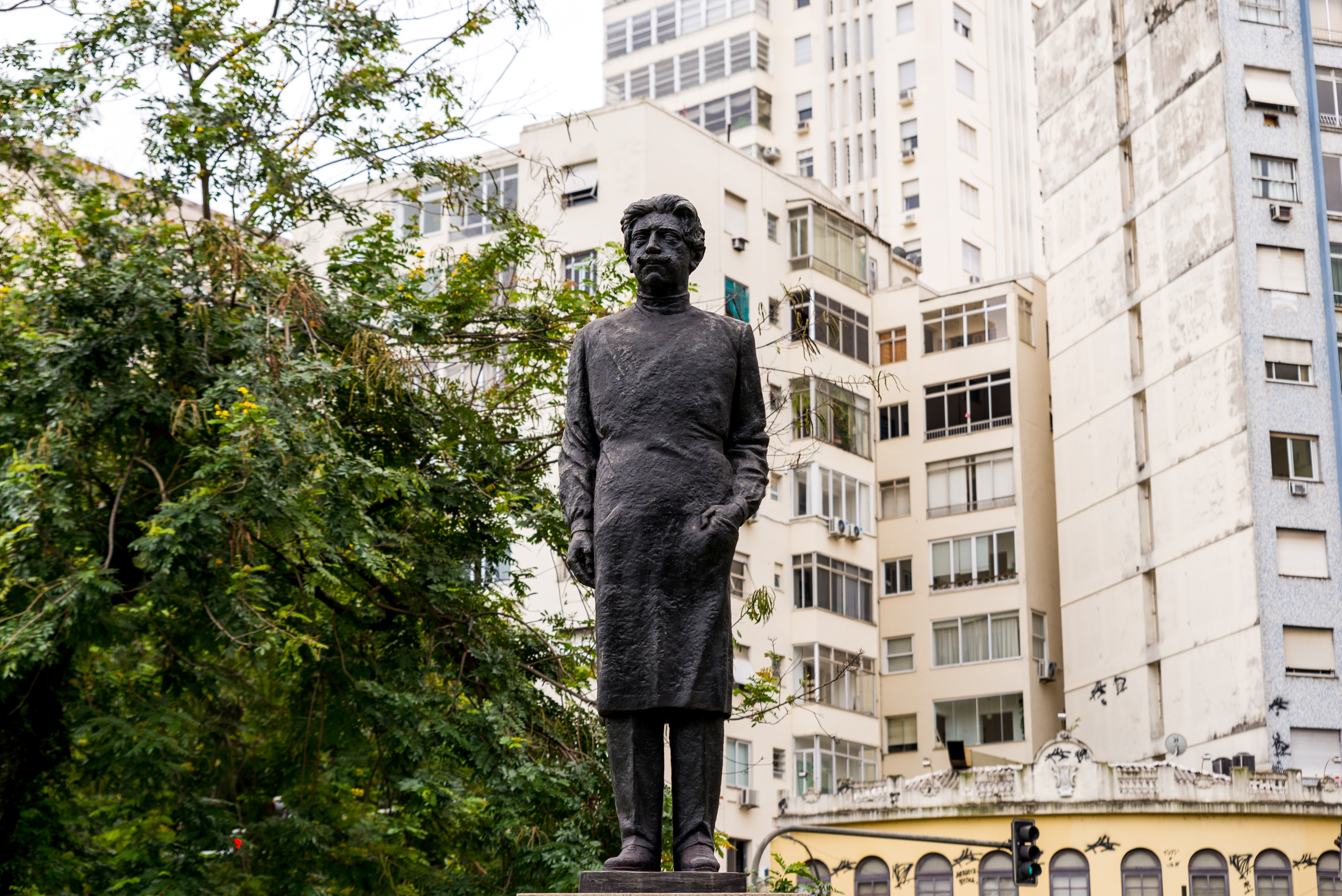
Statue d'Oswaldo Cruz à Botafogo.

## Ouvrages
- Moacyr Scliar, Oswaldo Cruz le Magnifique, (Sonhos Tropicais, São Paulo, Companhia Das Letras, 1992), Belfond, Paris, 1994, 244 p.,  (ISBN 9782714432094)